# Wave-Gotik-Treffen
Het Wave-Gotik-Treffen is een vierdaags festival dat jaarlijks plaatsvindt in Leipzig gedurende het Pinksterweekeinde. De muziek die op het festival aan bod komt, kan voornamelijk gesitueerd worden binnen de genres gothic, new wave, electro, industrial en medieval. Kenmerkend aan het festival is dat het verspreid over verschillende locaties in het centrum van Leipzig plaatsvindt.

## Geschiedenis
De eerste editie van het Wave-Gotik-Treffen vond plaats in 1992 en lokte ongeveer 1500 bezoekers. Sindsdien is het festival blijven groeien, zowel wat betreft het aantal bezoekers als het aantal optredende groepen en randevenementen.

## Heden
Het Wave-Gotik-Treffen is uitgegroeid tot het belangrijkste festival binnen de gothic subcultuur wereldwijd. De editie van 2005 kreeg meer dan 20.000 bezoekers en er waren optredens te zien van meer dan 150 groepen. Het festival is een totaalevenement geworden dat naast muziekoptredens ook plaats biedt aan activiteiten als feesten, filmvoorstellingen, een kledingmarkt en een middeleeuws aangekleed dorp.
Nederlandse bands die op het festival hebben opgetreden zijn After Forever, Angels and Agony, Asrai, Bragolin, Clan of Xymox, The Dreamside, Epica, The Gathering, Götterdämmerung, Grendel, The Legendary Pink Dots, Malochia, XMH, Omnia, Silent Runners en Predella Avant.